# Slag bij Sirmium
De Slag bij Sirmium vond plaatst op 8 juli 1167 in Sirmium, Servië. Een Byzantijns leger onder leiding van Andronikos Kontostephanos stond tegenover een Hongaars leger.

## Achtergrond
Begin de twaalfde eeuw had Byzantium controle over de Balkan, ze hadden het Eerste Bulgaarse Rijk vernietigd, ze hadden Servië als vazalstaat en keizer Johannes II Komnenos was getrouwd met Irene van Hongarije. Ook begin de twaalfde eeuw was Rogier II van Sicilië erin geslaagd om van Sicilië, voormalig bezit van het Byzantijnse Rijk, een onafhankelijk koninkrijk te maken. De ambitie van Byzantium was Sicilië te heroveren. De tegenzet van Rogier II was keet te schoppen in de Balkan.
Met de Slag bij Pantina was de rust in Servië teruggekeerd, nu nog Hongarije. Keizer Manuel I Komnenos kon wegens ziekte zelf de veldslag niet leiden.

## Slag
De slag vond plaats niet ver van de rivier de Sava. Het Byzantijnse leger bestond uit drie divisies, twee derde inheemse eenheden, een derde buitenlandse. De Hongaren hadden steun van Duitse troepen. De strijd begon met de Byzantijnse boogschutters te paard die naar voren trokken om de tegenstanders naar voor te lokken en daarna trokken ze zich terug in een geveinsde vlucht, richting de rivier, zo kwam het Hongaarse leger in de tang, een dodelijk gevecht volgde. Het Hongaarse leger begon uiteen te vallen en vluchtte. De Byzantijnen veroverden de Hongaarse standaard, de Hongaarse commandant wist te ontsnappen. Veel van de vluchtende Hongaren werden gedood of gevangen genomen door een Byzantijnse vloot, die in de rivier ze opwachtte.

## Resultaat
De Byzantijnen verkregen Bosnië, Dalmatië en Kroatië. In 1172 stierf koning Stefanus III van Hongarije. Met hulp van de Byzantijnen veroverde zijn jongere broer Béla de troon. Béla beloofde zolang keizer Manuel I aan de macht was, loyaal te blijven.